# ヒレル・スロヴァク
ヒレル・スロヴァク（Hillel Slovak、1962年4月13日 – 1988年6月25日）は、イスラエルのハイファ生まれ、アメリカ ニューヨーク クイーンズ区出身のギタリスト、作曲家、ミュージシャンである。
レッド・ホット・チリ・ペッパーズ初代のギタリストとして知られる。姓は、ヘブライ語で「スロバキアの、スロバキア語の、スロバキア人」を意味しており、実父がスロバキア出身であったことに由来する。ちなみに、母親はポーランド出身である。
幼少時代に、家族とともにアメリカ・ニューヨークのクイーンズ区に移住。高校時代に、アンソニー・キーディス、フリーとともにレッド・ホット・チリ・ペッパーズの前身となるバンドを結成。当初は、別の友人が結成したバンド、What Is Thisとの掛け持ちしていたため、ファースト・アルバムには参加できなかったが、やがて方向性の違いから、レッド・ホット・チリ・ペッパーズに転身。セカンド・アルバム「フリーキー・スタイリー」よりレコーディングに参加した。
アンソニー、フリーの無二の親友であり、いじめられっ子で暗い性格だったフリーにロックラジオのチャンネルを紹介し、ベースを基礎から教え、ロック・ミュージックに引き込んだ。また、後にバンド・メンバーとなるジョン・フルシアンテが、少年時代に敬愛していたギタリストの一人だった。
絵を描くのが得意で、4thアルバム『母乳』のアートワークに、ヒレルが生前に描いた裸婦画が採用されている。
サード・アルバム発表後の1988年、突然レコーディングやライブに参加しなくなり、自宅にこもりがちになった。メンバーがいくら連絡しても返事が来ず、そのうち本人からの連絡もなくなった。その後、6月27日頃に、不審に思った近くの住民から通報を受けた警察官が、ハリウッドの自宅を捜査し、部屋で死亡しているところを発見された。その後の司法解剖により、死因がヘロインの過剰使用による薬物中毒で、少なくとも2日前に死亡していると判明する。26歳没。
それまではアンソニーもヘロイン中毒に陥っていたが、この出来事をきっかけに薬物から足を洗っている。一方、彼と仲の良かったドラマーのジャック・アイアンズは、この一件をきっかけにバンドで活動する意欲を失い、最終的にはバンドを離脱した（後に、パール・ジャムに1999年まで在籍。後に別のバンドに参加するも、メンバーの死により活動停止。現在はソロで活動）。
2012年に、レッチリがロックの殿堂入りを果たした際の授賞式で、アンソニーは次のように語っている。